# Cal Sastre (Olius)
Cal Sastre és una masia situada al municipi d'Olius, a la comarca catalana del Solsonès. Es troba entre el barranc de Ribalta i el torrent de Ribalta.